# Dolichaspis simulatrix
Dolichaspis simulatrix är en skalbaggsart som först beskrevs av Francis Polkinghorne Pascoe 1888.  Dolichaspis simulatrix ingår i släktet Dolichaspis och familjen långhorningar.
Artens utbredningsområde är:
- Angola.
- Togo.

Inga underarter finns listade i Catalogue of Life.